# Milow
Die Gemeinde Milow gehört zum Amt Grabow im Landkreis Ludwigslust-Parchim in Mecklenburg-Vorpommern (Deutschland).

## Geografie und Verkehrsanbindung
Die Gemeinde im Südwesten Mecklenburg-Vorpommerns grenzt im Osten und im Südwesten an das Land Brandenburg und liegt an der Landesstraße zwischen Grabow und Lenzen (Elbe). Der Meynbach durchfließt das Gemeindegebiet in südwestlicher Richtung, wo er nördlich von Krinitz in die Alte Elde mündet, die ihrerseits die Gemeinde im Westen streift.
Umgeben wird Milow von den Nachbargemeinden Gorlosen im Westen und Norden, Kremmin im Nordosten, Karstädt im Osten, Grabow im Süden sowie Lenzen (Elbe) im Südwesten. Die nächstgelegenen Bahnhöfe sind Grabow (Meckl) und der Bahnhof Karstädt an der Bahnstrecke Berlin–Hamburg sowie früher die Haltepunkte Eldena (Meckl) und Techentin an der Bahnstrecke Ludwigslust–Dömitz.
Zur Gemeinde gehören die Ortsteile Deibow, Görnitz, Kastorf, Krinitz, Milow und Semmerin.

## Geschichte
Historische Funde, wie Urnen und Pfeilspitzen, sprechen für eine frühe Besiedlung der Gemarkung. Die fruchtbaren Äcker der Gemeinde gehörten einst zum Gut Pröttlin. Bis in das 19. Jahrhundert wurden Gebäude in Fachwerk- und Lehmbauweise errichtet, erst hinterher erfolgte der schrittweise Umbau zu Ziegelhäusern.
Vor Auflösung der Länder im Jahr 1952 lag Milow innerhalb des ehemaligen brandenburgischen Landkreises Westprignitz.
Am 1. Januar 1974 wurde Krinitz nach Gorlosen eingemeindet. Auf Initiative der Einwohner konnte eine Selbständigkeit der Gemeinde mit dem Ortsteil Görnitz ab dem 1. Mai 1990 erreicht werden. Am 13. Juni 2004 erfolgte die Eingemeindung nach Milow.

## Politik

### Gemeindevertretung und Bürgermeister
Der Gemeinderat besteht (inkl. Bürgermeister) aus sieben Mitgliedern. Die Wahl zum Gemeinderat am 26. Mai 2019 hatte folgende Ergebnisse:
| Partei/Bewerber                       | Prozent | Sitze |
| ------------------------------------- | ------- | ----- |
| WG Allianz Bauern und ländlicher Raum | 45,68   | 3     |
| Einzelbewerber Schulz                 | 18,30   | 1     |
| CDU                                   | 13,47   | 1     |
| Einzelbewerber Kupas                  | 11,42   | 1     |

Bürgermeister der Gemeinde ist Konrad Schmidt, er wurde mit 56,14 % der Stimmen gewählt.

### Dienstsiegel
Die Gemeinde verfügt über kein amtlich genehmigtes Hoheitszeichen, weder Wappen noch Flagge. Als Dienstsiegel wird das kleine Landessiegel mit dem Wappenbild des Landesteils Mecklenburg geführt. Es zeigt einen hersehenden Stierkopf mit abgerissenem Halsfell und Krone und der Umschrift „GEMEINDE MILOW“.

## Sehenswürdigkeiten
Die Baudenkmale der Gemeinde sind in der Liste der Baudenkmale in Milow aufgeführt.

### Kirche
Die Dorfkirche in Milow ist ein ungewöhnlich breiter Feldsteinbau. Über dem Westgiebel ist später ein Fachwerkturm errichtet worden. Bemerkenswert ist der aus dem 16. Jahrhundert stammende Schnitzaltar mit der Madonna im Schrein. In den Flügeln des Altars befinden sich Reliefs der Mariengeschichte. Zur Ausstattung der Kirche gehören weiter zwei Schnitzfiguren: Engel und Petrus, die ebenfalls aus dem 16. Jahrhundert stammen.

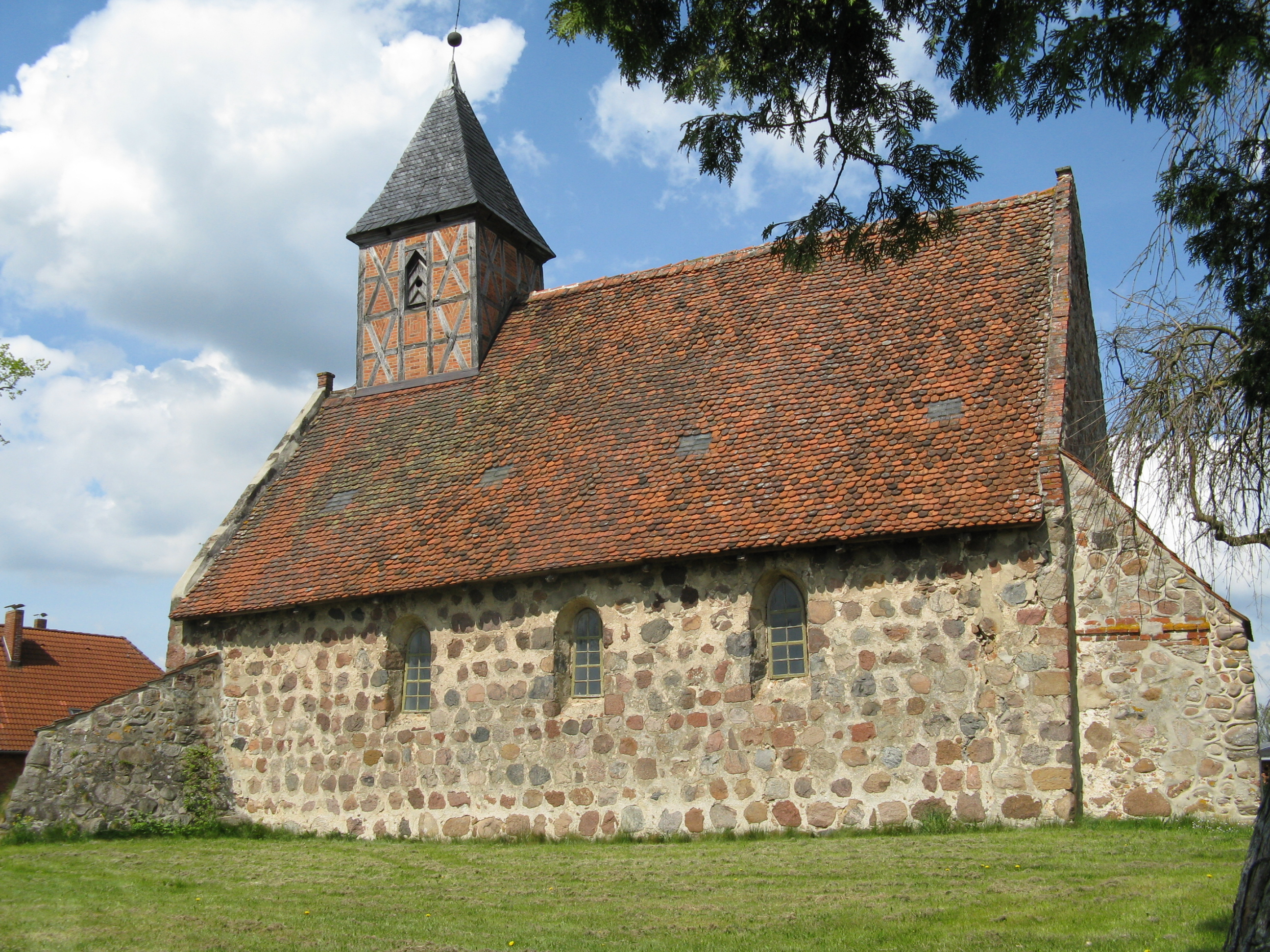
Dorfkirche Milow
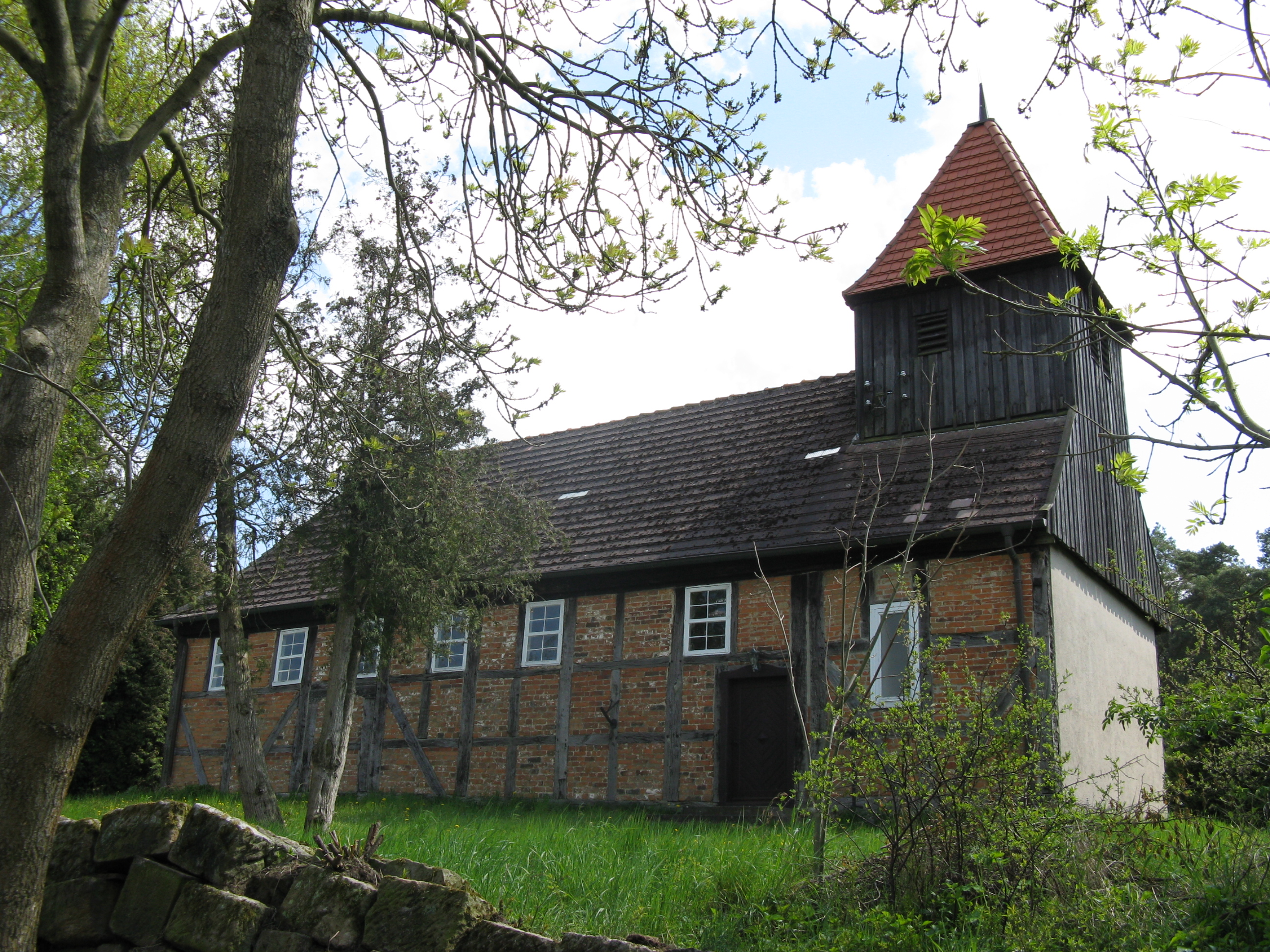
Dorfkirche im Ortsteil Deibow